# Петнадесети пехотен ломски полк
Петнадесети пехотен ломски полк е български полк.

## Формиране
Петнадесети пехотен ломски полк е формиран във Видин под името Петнадесети пеши ломски полк с указ №11 от 19 януари 1889 година. В състава му влизат 2-ра и 3-та дружини на Трети пеши бдински полк. Приема знамето на 9-а Берковска пехотна дружина  и е част от 1-ва пеша бригада (заедно със Трети пехотен бдински полк) в състава на Шеста пехотна бдинска дивизия. За дата на сформирането се приема 13 март 1889, когато е назначен и първият командир майор Никола Фурнаджиев. На 16 октомври 1891 г. подполковник Фурнаджиев е назначен за командир на 22-ри пехотен тракийски полк, а на негово място за командир на полка е назначен командира на дружина от 9-и пеши пловдивски на Нейно Царско Височество Принцеса Клементина Сакс-Кобург Готска полк подполковник Ангел Панев. На 24 ноември 1896 г. полкът е преместен в Белоградчик.

## Балкански войни (1912 – 1913)
Боен състав на 15-и пехотен ломски полк към 23 септември 1912 г.: 95 офицери, 6 лекари, 5 чиновници, 8319 долни чинове, 825 коне
Боен състав на 15-и пехотен ломски полк към 2 октомври 1912 г. (след отделянето на 47-и пехотен полк):
- 58 офицери, 4 лекари, 5 чиновници, 347 подофицери, 4557 ефрейтори и редници и 247 коне
- командир на 15-и пехотен Ломски полк – полковник Хранов
- адютант на полка – капитан Константинов

командир на 1-ва дружина – майор Асенов
командир на 2-ра дружина – майор Тодоров
командир на 3-та дружина – подполковник Мандов
командир на 4-та дружина – майор Стефан Илиев
Полкът участва в боевете при Люлебургаз, Тюркбей, Кумбургаз и при атаката на чаталджанската позиция, Айвали, Долна махала.
Полкът се завръща в Белоградчик на 26 август 1913 г.

## Първа световна война (1915 – 1918)
През септември 1915 г. полкът е мобилизиран и взема участие в Първата световна война (1915 – 1918) в състава на 1-ва бригада от 6-а пехотна бдинска дивизия.
Боен състав на 15-и пехотен Ломски полк към 1 октомври 1915 г.:
57 офицери, 419 подофицери и 4660 войници 
Командир – подполковник Атанас Вапцаров
Командир на 1-ва дружина – майор Христо Младенов
Командир на 2-ра дружина – майор Шишков
Командир на 3-та дружина – майор Коста Цонков
Командир на 4-та дружина – подполковник Стефан Илиев, по-късно става командир и загива при Червената стена
Полкът е в състава на Шеста пехотна бдинска дивизия в боевете при Стойково Бърдо и завладяването на Зайчар, Чеганската операция и Червената стена. Съгласно сключената конвенция през септември 1918 година полкът остава в заложничество.
При намесата на България във войната полкът разполага със следния числен състав, добитък, обоз и въоръжение:
| Числен състав                                       | Добитък             | Обоз                                                    | Въоръжение                           |
| --------------------------------------------------- | ------------------- | ------------------------------------------------------- | ------------------------------------ |
| Офицери: 49 Чиновници: 4 Подофицери и войници: 4940 | Коне: 471 Волове: 6 | Обикновени коли: 71 Товарни коли: 217 Специални коли: 4 | Пушки и карабини: 3923 Картечници: 4 |

Демобилизиран е на 25 октомври 1918 г.

## Между двете световни войни
Със заповед №99 от 15 август 1938 година полкът е отново формиран от 2-ра дружина на 3-ти пехотен бдински полк.

## Втора световна война (1941 – 1945)
По време на Втората световна война (1941 – 1945), полкът е на гарнизон в Битоля, Крушевац и Бела паланка (1941 – 1942 и 1944). Взема участие в първата фаза на заключителния етап на войната в състава на 6-а пехотна дивизия. Води военни действия при Стражевац, Бяла вода и Куршумли. В началото на октомври 1944 г. получава задача да настъпи в района на Сливовик, к. 822, Коритници. На 14 октомври ломци участват в освобождението на Ниш, а след това в Косовската операция и завладяаването на Подуевското поле, освобождението на Подуево, настъпва през Копаоник планина и на 25 ноември достига линията Маджари-Майдан, където завършва бойният му път и дава 103 убити.
По времето когато полкът е на фронта в мирновременния му гарнизон се формира допълваща дружина. Към полка се числят 1-ви и 23-ти граничен участък и ловна рота.

## Наименования
През годините полкът носи различни имена според претърпените реорганизации:
- Петнадесети пеши ломски полк (19 януари 1889 – 1892)
- Петнадесети пехотен ломски полк (1893 – 17 декември 1920)
- Петнадесети пехотен ломски полк (15 август 1938 – февруари 1946)

## Командири
Званията са към датата на заемане на длъжността.
| №   | звание                         | име                    | дати                                                  |
| --- | ------------------------------ | ---------------------- | ----------------------------------------------------- |
| 1.  | Майор (подполк. от 02.08.1891) | Никола Фурнаджиев      | 13 март 1889 – 16 октомври 1891                       |
| 2.  | Подполковник                   | Ангел Панев            | 16 октомври 1891 – 23 март 1894                       |
| 3.  | Подполковник                   | Стоян Георгиев         | 24 март 1894 – 15 ноември 1894                        |
| 4.  | Подполковник                   | Васил Айранов          | 15 ноември 1894 – 1896                                |
| 5.  | Подполковник                   | Георги Паничерски      | 1896 – 1897                                           |
| 6.  | Подполковник                   | Иван Попов             | 29 януари 1897 – 15 януари 1900                       |
| 7.  | Подполковник                   | Иван Радионов          | 15 януари 1900 – 21 ноември 1902                      |
| 8.  | Полковник                      | Гиню Кърджиев          | 21 ноември 1902 – 31 декември 1904                    |
| 9.  | Полковник                      | Михаил Попов           | 31 декември 1904 – 12 януари 1906                     |
| 10. | Подполковник                   | Стоян Абрашев          | 12 януари 1906 – 25 януари 1907                       |
| 11. | Подполковник                   | Константин Каварналиев | 25 януари 1907 – 10 януари 1908                       |
| 12. | Подполковник                   | Тодор Попов            | 10 януари 1908 – 16 декември 1909                     |
| 13. | Полковник                      | Теофан Хранов          | 16 декември 1909 – 1 ноември 1913                     |
| 14. | Полковник                      | Никола Дръжков         | 1 ноември 1913 – 11 август 1914                       |
| 15. | Подполковник                   | Атанас Вапцаров        | 11 август 1914 – 25 октомври 1915                     |
| 15. | Подполковник                   | Иван Жабински          | 26 октомври 1915 – 27 февруари 1916                   |
| 16. | Полковник                      | Стефан Илиев           | 28 февруари 1916 – 26 март 1917 (убит)                |
| 17. | Полковник                      | Васил Шишков           | 27 март 1917 – 17 декември 1920                       |
| 18. | Полковник                      | Христо Гагов           | 15 август 1938 – средата на 1940 (преминава в запаса) |
| 19. | Полковник                      | Михаил Михайлов        | 1940 – средата на март 1941                           |
| 20. | Подполковник                   | Иван Кехайов           | средата на март 1941 – 14 септември 1944              |
| 21. | Подполковник                   | Найден Шушулов         | 14 септември 1944 – 28 ноември 1944                   |
| 22. | Подполковник                   | Иван Кехайов           | 28 ноември 1944 – 26 януари 1945                      |
| 23. | Полковник                      | Неделчо Гетов          | 1 март 1945 – февруари 1946                           |

Други командири: Младен Чукурски

## Марш
Ломци на Чеган
Всред адски огън, в боен ред,
вървяхме Ломци все напред.
От стария ни горд Балкан
с ура стигнахме на Чеган.
Чеган, Чеган, ти помниш ощ
урата страшни в тая нощ,
кога дружина сал една
със кървав нож до теб стигна.
И Лерин, и Арменохор
стреснаха се от страшни мор.
Тук руси и французи в бой
намериха те гроба свой.
А що ли търсят в наший край,
Нима туй русин ли не знай?
Пред Лажец те на явна сеч,
да паднат вси под наший меч.